# 埃尔克斯莱本 (伊尔姆县)
埃尔克斯莱本（德語：Elxleben）是德国图林根州的市镇，隶属于伊尔姆县。总面积为9.47平方千米，截至2023年12月31日总人口为612人。